# Daniel Lencina
Daniel Julio Lencina D'Andrea (Fray Bentos, Río Negro, 17 de julio de 1938-Santiago de Chile, 31 de octubre de 2017), conocido también por su nombre artístico Bachicha Lencina, fue un trompetista de jazz uruguayo, nacionalizado chileno, país donde vivía desde 1972.

## Biografía
Se casó con la chilena Elizabeth Saavedra (fallecida en 1995), con quien tuvo dos hijos, Daniel y Andrea. En 2001 se casó en segundas nupcias con Marilia Boussac, con quien tuvo a su hijo Francisco José.

## Muerte
Falleció la madrugada del 31 de octubre de 2017 a los 79 años, a causa de una fibrosis pulmonar que lo aquejaba desde 2009. Murió en su domicilio en la comuna de Lampa acompañado de su esposa y sus hijos, quienes lo cuidaron hasta el último momento de su vida.

## Carrera musical

### Inicios en Uruguay

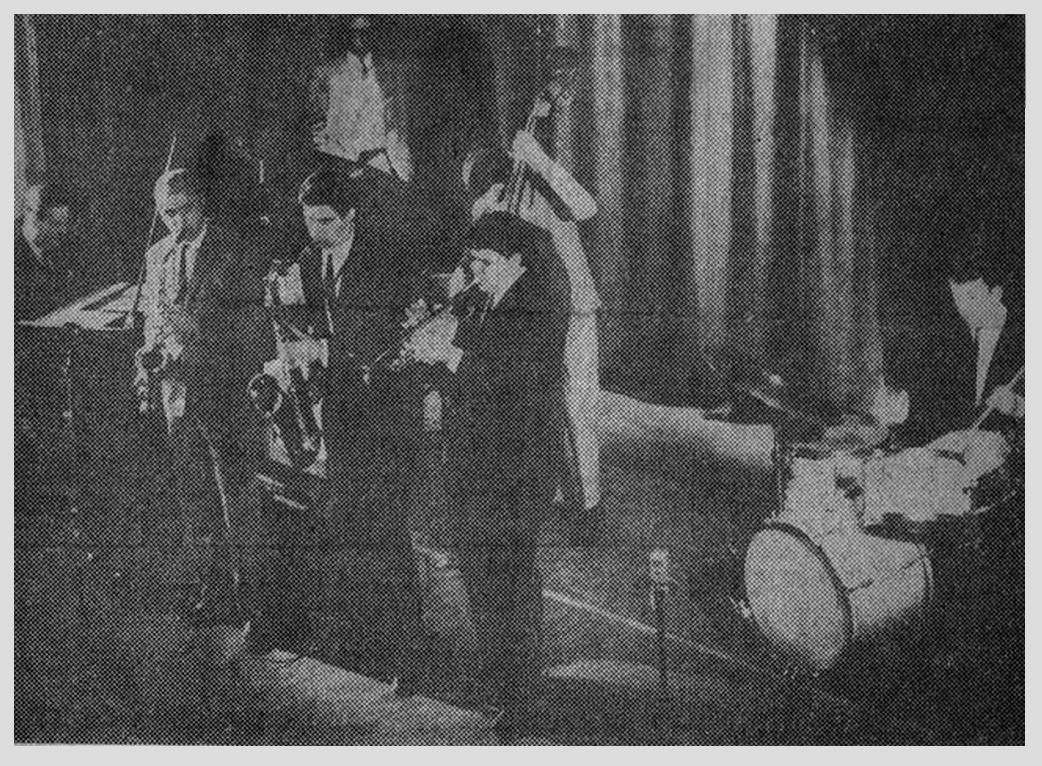
Sexteto Paco Mañosa del Hot Club de Montevideo en el Teatro Florida de Buenos Aires, en octubre de 1963.

Siendo muy joven se trasladó a Montevideo, donde comenzó a actuar en los conjuntos estables del Hot Club de Montevideo, junto a destacados jazzistas uruguayos, como Paco Mañosa, Hugo y Osvaldo Fattoruso, Federico García Vigil, y Ruben Rada, entre otros. Actuando en The Hot Blowers demostró también condiciones como cantante y showman, las que continuó utilizando a lo largo de su carrera.
En 1965 participó, junto con Manolo Guardia, Georges Roos y Heber Escayola, del movimiento Candombe de Vanguardia, el primer intento exitoso de fusionar jazz con candombe, que testimonian tres discos LP de reciente reedición. Colaboró también con otros músicos uruguayos como Mike Dogliotti con quien realizó numerosas actuaciones en Perú.

### Vida en Chile
En 1972 se estableció en Santiago, donde inició también una exitosa carrera como trompetista en conjuntos como Dixilanders, Tiempo de Swing, Koalición o La máquina del swing. A la vez, realizó también actuaciones en televisión que le dieron popularidad.
Su faceta de jazzman se manifestó en sus frecuentes actuaciones en festivales especializados en toda América. Su canción más popular, que opaca a todas sus obras, es «Gigante show» (con letra de Marcelo López), inscrita en el registro de propiedad intelectual en 1984, tema central del programa de variedades Sábados gigantes a partir de 1985. Entre sus otras creaciones se encuentran jingles y los temas centrales de los programas Cachureos, Revolviéndola, Éxito y Tiempo de Swing.
En abril de 2013, el Senado de Chile aprobó otorgarle la nacionalidad por gracia, moción que fue promulgada por la ley 20666.